# Jonatan Christie

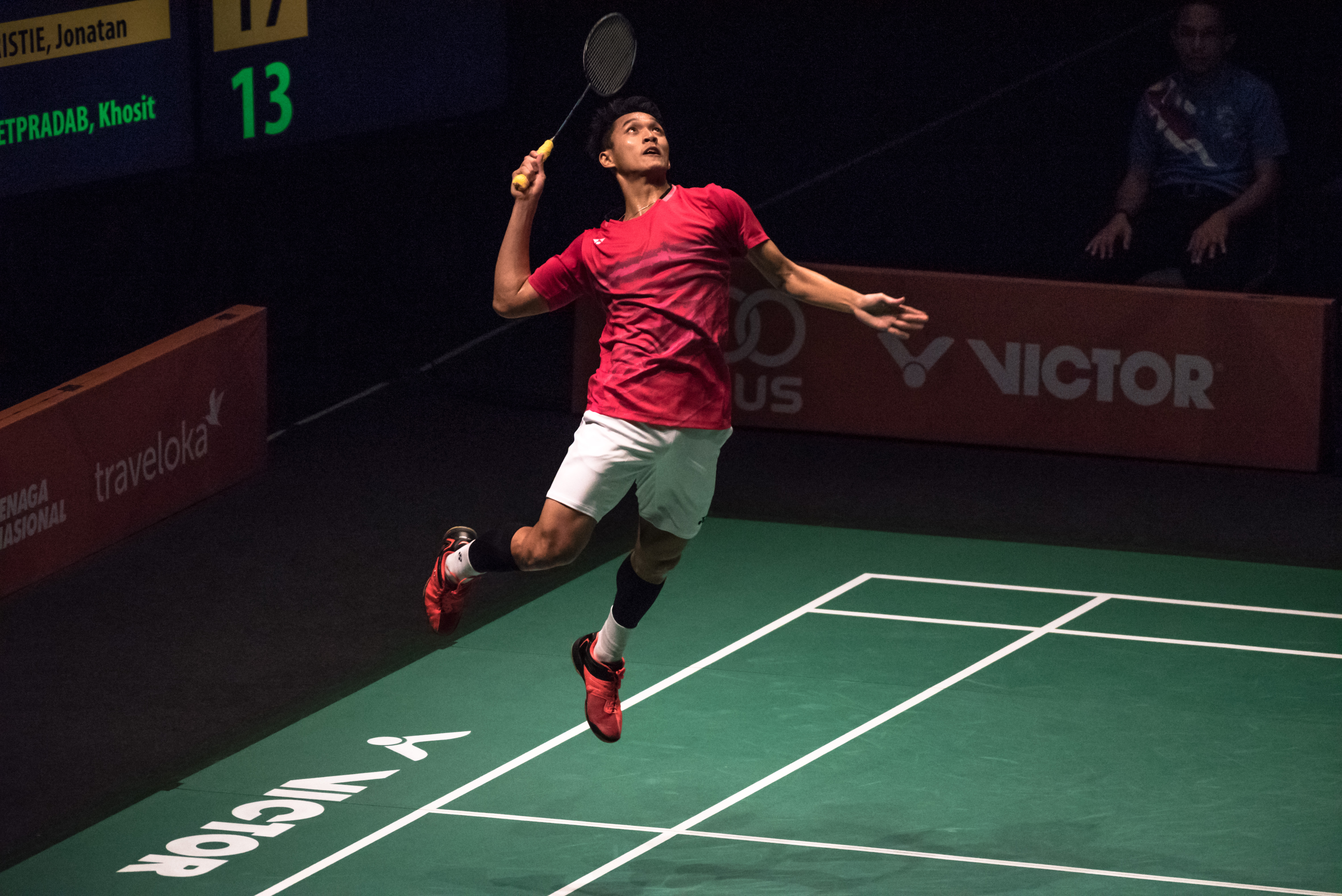
Jonatan Christie (2017)

Jonatan Christie (* 15. September 1997 in Jakarta) ist ein indonesischer Badmintonspieler. Er gewann Gold bei den Asienspielen und Asienmeisterschaften.

## Karriere
Jonatan Christie startete 2013 bei den Badminton-Juniorenweltmeisterschaften, wo er Silber mit dem Team gewann. Im gleichen Jahr war er auch bei den Asian Youth Games, den Vietnam Open und dem Indonesia Open Grand Prix Gold am Start. Bei den Indonesia International 2013 siegte er im Finale des Herreneinzels gegen Alamsyah Yunus. 2019 gewann er das Einzel bei den Australia Open. 2023 folgte der Gewinn der French Open.